# Yolk Records
Yolk Records est un label de jazz fondé par Jean-Louis Pommier, Sébastien Boisseau et Alban Darche en 2000, installé à Nantes; le label édite le travail de nombreux artistes français, européens et américains, qui sont les producteurs de leurs disques.
Le catalogue Yolk est distribué par L'autre distribution relayé par les Allumés du Jazz, le Pôle (coopération pour les musiques actuelles en Pays de la Loire), et SMA; en ligne, et dans les bacs des magasins français et étrangers.
Le label a reçu en 2006 le Django d'or du spectacle vivant pour l'ensemble de son activité et a été élu label de l'année aux Victoires du jazz 2019.

## Artistes
- Jeanne Added
- Adnot Manuel
- Alaire Philippe
- Amrofel Eric
- Arguelles Steve
- Atrous Stephane

- Denis Badault
- Baquir Lahoucine
- Bécam Jean-Jacques
- Benech Pascal
- Tim Berne
- Besson Airelle
- Birault Emmanuel
- Blaser Samuel
- Blondiau Laurent
- Boespflug Pierre
- Boisseau Sébastien
- Borey  Fred
- Bourguignon Sacha
- Brun Sebastien

- Cadoret Marie-Violaine
- Cailleton Chloé
- Casimir Daniel
- Cathala Sylvain
- Cavallin Frederic
- Challéat Aude
- Charnois Patrick
- Chausse Joël
- Chevalier Jean
- Chevalier Wilfried
- Chevillon Bruno
- Chiffoleau Frederic
- Cholet Jean-Christophe
- Codjia Manu
- Collignon Mederic
- Coronado Gilles
- Cosset Jean-Patrick
- Couderc Frédéric
- Courtois Vincent

- Desdamona
- Dagognet Rene
- Dalibert Elie
- Darche Alban
- Darche Nathalie
- De Larrard Francois
- Decolly Stephane
- Demonsant Florian
- Depourquery Thomas
- Desbordes Matthieu
- Desmoulins Philippe
- Donarier Matthieu
- Doumerc Ferdinand
- Dufort Jérémie
- Dumoulin Jozef
- Dumoulin Remi
- Durand Pierre

- Echampard Eric
- Elmaloumi Driss
- Erdmann Daniel
- Eskelin Ellery
- Estiévenart Jean-Paul

- Fedchock John
- Felberbaum Michael
- Fiorini Fabian
- Genest Nicolas
- Girard Theo
- Gouband Toma
- Grimmonprez Thomas
- Guillaume Stéphane
- Guillou Arnaud

- Havard Christophe
- Havet Didier
- Hazebrouck Guillaume
- Hélary Sylvaine
- Hilairet Laurent
- Hiriart Kristof
- Hollenbeck John

- Irabagon Jon
- Ithursarry Didier

- Jacquot Meivelyan

- Kallio Mika
- Kangding Ray
- Katerine Philippe
- Kerecki Stéphane
- Kornazov Gueorgui
- Krüttli Marie

- L'Houtellier Fabrice
- Laisney Olivier
- Larmignat Nicolas
- Laurent Géraldine
- Lavergne Christophe
- Le Marec Kit
- Le Voadec Dominique
- Lechantre Arnaud
- Lehr Jean-luc
- Lemêtre Sylvain
- Licusati Antonio

- Magouët Anne
- Mahler Matthias
- Manchon Etienne
- Marre Michel
- Mary Simon
- Massot Michel
- Maupeu Pascal
- Maurin François
- Mérel Pierre-Yves
- Merville Francois
- meivy jacquot
- Mezzadri Malik
- Morel Jean-Philippe
- Morineau Anne
- Moussay  Benjamin
- Moutin  Francois
- Mozes Tamara

- Narcy Arthur
- Neveu Yannick

- Stéphan Oliva
- Omé Julien
- Orti Guillaume

- Pallemaerts Dre
- Palotaï Csaba
- Payen Stéphane
- Pellegrini Fédérico
- Piromalli Cédric
- Polin Antoine
- Pommier Jean-Louis
- Potts Steve
- Pushy!

- Quatuor Ebene
- Quilbault Matthias
- Quintans Santiago
- Quitzke Joe

- Rainey Tom
- Regnier Bruno
- Réhault Jean-Baptiste
- Renou Poline
- Sylvain Rifflet
- Ripoche François
- Risser Eve
- Rouiller Sebastien
- Roulin Arnaud
- Rousseau Julien
- Rousseau Pascal
- Rousseau Yves
- Mathias Ruegg

- Saint James Guillaume
- Sardjoe Chander
- Savy Thomas
- Schriefl Matthias
- Sciuto Rémi
- Louis Sclavis
- Séguin Jérôme
- Sens Olivier
- Seropin-Morin Jean-Marc
- Stella Julien
- Stephan Nicolas

Stillman Loren
- Tamisier Geoffroy
- Texier Sebastien
- Themines Olivier
- Thérain Alexis
- Thuillier Francois
- Tortiller Vincent
- Tremblay Pierre Alexandre
- Tri Hoang Antonin
- Baptiste Trotignon
- Erik Truffaz
- Truitet Daniel

- Vaillant Franck

Van der Werf Bo
- Van der Werf Otti
- van Dormael Pierre
- Vandenbulke Pascal
- Vanhee Laurent
- Vankenhove Alain
- Veli Kujala

- Weeger Bastien
- Weiss Dan
- Wheeler Kenny

- Yolk Team